# Place Voltaire (Bruxelles)
 (signalé en août 2025).
Si vous disposez d'ouvrages ou d'articles de référence ou si vous connaissez des sites web de qualité traitant du thème abordé ici, merci de compléter l'article en donnant les références utiles à sa vérifiabilité et en les liant à la section « Notes et références ».
- Archive Wikiwix
- Bing
- Cairn
- DuckDuckGo
- E. Universalis
- Gallica
- Google
- G. Books
- G. News
- G. Scholar
- Persée
- Qwant
- (zh) Baidu
- (ru) Yandex
- (wd) trouver des œuvres sur Wikidata

 (août 2025).
Motif : Place sans notoriété évidente. Sources secondaires semblent absentes.
- Archive Wikiwix
- Bing
- Cairn
- DuckDuckGo
- E. Universalis
- Gallica
- Google
- G. Books
- G. News
- G. Scholar
- Persée
- Qwant
- (zh) Baidu
- (ru) Yandex
- (wd) trouver des œuvres sur Wikidata

| 1. | Préciser le motif de la pose du bandeau. | Précisez le motif de la pose du bandeau en utilisant la syntaxe suivante : {{admissibilité à vérifier\|date=août 2025\|motif=remplacez ce texte par le motif}}                                  |
| 2. | Informer les utilisateurs concernés.     | Pensez à avertir le créateur de l'article, par exemple, en insérant le code ci-dessous sur sa page de discussion : {{subst:avertissement admissibilité à vérifier\|Place Voltaire (Bruxelles)}} |

Pour les articles homonymes, voir Place Voltaire.

La place Voltaire (en néerlandais : Voltaireplein) est une place du cœur de la commune bruxelloise de Molenbeek-Saint-Jean, où aboutissent trois artères différentes : la rue de la Fonderie, la rue des Déménageurs et la rue Wauters-Koeckx.
La numérotation des habitations va de 1 à 24 dans le sens des aiguilles d'une montre. La place est proche du parc régional Bonnevie.
Cette place porte le nom de l'écrivain et philosophe français, François Marie Arouet dit Voltaire, né le 21 novembre 1694 à Paris où il est décédé le 30 mai 1778.
À Bruxelles, la commune de Schaerbeek possède une avenue Voltaire.
| ___ | Ce site est desservi par la station de métro : Comte de Flandre. |